# Episodi di Chowder - Scuola di cucina (prima stagione)
La prima stagione della serie animata Chowder - Scuola di cucina, composta da 20 episodi, è stata trasmessa negli Stati Uniti, da Cartoon Network, dal 2 novembre 2007 al 24 luglio 2008.
In Italia è stata trasmessa su Cartoon Network dal 19 aprile 2008.
| n°  | Titolo originale                  | Titolo italiano               | Prima TV USA     | Prima TV Italia |
| --- | --------------------------------- | ----------------------------- | ---------------- | --------------- |
| 1a  | Burple Nurples                    | Biscotti Mangiaguarda         | 2 novembre 2007  | 19 aprile 2008  |
| 1b  | Shnitzel Makes a Deposit          | Tutti in banca                | 2 novembre 2007  | 19 aprile 2008  |
| 2a  | The Froggy Apple Crumple Thumpkin | Chef coi fiocchi              | 2 novembre 2007  | 20 aprile 2008  |
| 2b  | Chowder's Girlfriend              | Il boyfriend                  | 2 novembre 2007  | 20 aprile 2008  |
| 3a  | Grubble Gum                       | La gomma della discordia      | 9 novembre 2007  | 26 aprile 2008  |
| 3b  | The Cinnamini Monster             | Taglia la teglia              | 9 novembre 2007  | 26 aprile 2008  |
| 4a  | Certifrycation Class              | Certificato autenticato       | 16 novembre 2007 | 27 aprile 2008  |
| 4b  | Sing Beans                        | I fagiolanti                  | 16 novembre 2007 | 27 aprile 2008  |
| 5a  | The Wrong Address                 | Chi va arrosto...             | 23 novembre 2007 | 3 maggio 2008   |
| 5b  | The Wrong Customer                | Cliente "delinquente"         | 23 novembre 2007 | 3 maggio 2008   |
| 6a  | Mahjongg Night                    | Gioie ovali                   | 30 novembre 2007 | 4 maggio 2008   |
| 6b  | Stinky Love                       | Cavoletti a cavallo           | 30 novembre 2007 | 4 maggio 2008   |
| 7a  | The Thrice Cream Man              | Gelato Man                    | 7 dicembre 2007  | 10 maggio 2008  |
| 7b  | The Flibber-Flabber Diet          | Belli snelli                  | 7 dicembre 2007  | 10 maggio 2008  |
| 8a  | Gazpacho Stands Up                | Comicità oro                  | 14 dicembre 2007 | 11 maggio 2008  |
| 8b  | A Taste of Marzipan               | Il migliore                   | 14 dicembre 2007 | 11 maggio 2008  |
| 9a  | The Puckerberry Overlords         | La bocca non si tocca         | 18 gennaio 2008  | 2008            |
| 9b  | The Elemelons                     | Frutta in sciopero            | 18 gennaio 2008  | 2008            |
| 10a | Sniffleball                       | Casa base                     | 6 marzo 2008     | 2008            |
| 10b | Mung on the Rocks                 | L'anniversario                | 6 marzo 2008     | 2008            |
| 11a | The Heavy Sleeper                 | Il dormiglione                | 3 aprile 2008    | 2008            |
| 11b | The Moldy Touch                   | La superspezia                | 3 aprile 2008    | 2008            |
| 12a | At Your Service                   | Umor-Frutta                   | 1º maggio 2008   | 2008            |
| 12b | Chowder and Mr. Fugu              | Maratona culinaria            | 1º maggio 2008   | 2008            |
| 13a | The Vacation                      | Mi scappa...                  | 5 giugno 2008    | 2008            |
| 13b | The Sleep Eater                   | Mangiambulo                   | 5 giugno 2008    | 2008            |
| 14a | The Bruised Bluenana              | Papà Chowder                  | 12 giugno 2008   | 2008            |
| 14b | Shnitzel and the Lead Farfel      | Mister Mozzarella             | 12 giugno 2008   | 2008            |
| 15a | The Thousand Pound Cake           | Sconto tramonto               | 19 giugno 2008   | 2008            |
| 15b | The Rat Sandwich                  | Missione abbuffati gratis     | 19 giugno 2008   | 2008            |
| 16a | Chowder Loses His Hat             | Tanto di cappello             | 26 giugno 2008   | 2008            |
| 16b | Brain Grub                        | Il cervellone                 | 26 giugno 2008   | 2008            |
| 17  | Shnitzel Quits                    | Dalla padella all'altare      | 3 luglio 2008    | 2008            |
| 18a | The Broken Part                   | Pizza nuova, piedi nuovi      | 10 luglio 2008   | 2008            |
| 18b | The Meach Harvest                 | La pesca di Mesche            | 10 luglio 2008   | 2008            |
| 19a | Banned from the Stand             | La filomela della discordia   | 17 luglio 2008   | 2008            |
| 19b | Créme Puff Hands                  | Mano da una mano              | 17 luglio 2008   | 2008            |
| 20  | The Apprentice Games              | Le Olimpiadi dell'apprendista | 24 luglio 2008   | 2008            |